# 1 Decembrie
1 Decembrie là một xã thuộc hạt Ilfov, România. Dân số thời điểm năm 2002 là 9434 người.